# MSV Olmütz
MSV Olmütz (voluit: Militär-Sportverein Olmütz, en Nederlands: Militaire sportvereniging Olomouc) is een voormalige Nazi-Duitse militaire voetbalclub spelend in de Moravische stad Olomouc in het Protectoraat Bohemen en Moravië. De club viel onder de Wehrmacht. MSV Olmütz moet niet verward worden met LSV Olmütz, een andere Nazi-Duitse militaire voetbalclub die ook in Olomouc speelde, maar die onder de Luftwaffe viel.

## Geschiedenis
Over het ontstaan van MSV Olmütz is niets bekend. Het seizoen 1943/44 kwam de club uit in de nieuw opgerichte Gauliga Böhmen-Mähren en eindigde op een derde plaats achter MSV Brünn en MSV Kremsier. Met de bevrijding van Olomouc in 1945 hield MSV Olmütz op te bestaan.